# Vordonia
Vordonia (en griego: Βορδόνια) es un pequeño pueblo al pie del monte Taigeto, en Laconia, Grecia. Está dividido en tres comunidades (Kampos, Kato Hora y Pano Hora) y forma parte del municipio de Esparta.
Se cree que el nombre Vordonia se remonta a la Casa de Villehardouin, la primera dinastía gobernante del Principado de Acaya tras la cuarta cruzada (1204). Guillermo II de Villehardouin situó su capital en la ciudad de Mistrá, a unos 10 km al suroeste de Vordonia. El castillo cruzado situado sobre el pueblo respalda esta hipótesis.

## Población histórica
| Año  | Población |
| ---- | --------- |
| 1981 | 474       |
| 1991 | 115       |
| 2001 | 393       |
| 2011 | 295       |
| 2021 | 185       |